# Paradrina pallens
Paradrina pallens là một loài bướm đêm trong họ Noctuidae.